# Lissodynerus desaussurei
Lissodynerus desaussurei är en stekelart som beskrevs av Borsato 2003. Lissodynerus desaussurei ingår i släktet Lissodynerus och familjen Eumenidae. Inga underarter finns listade i Catalogue of Life.